# Beklierde huislook
De beklierde huislook  (Sempervivum × funckii var. aqualiense) is een overblijvende plant uit de vetplantenfamilie (Crassulaceae).  Het is een hybride van Sempervivum montanum L. × Sempervivum tectorum L. Volgens andere botanici is het een drieweghybride van (Sempervivum arachnoideum L. × Sempervivum montanum L.) × Sempervivum tectorum L. De soort komt van nature voor in de bergen van Midden-Europa en is inheems in Wallonië.
De plant wordt 10-20 cm hoog en vormt een 2-6 cm groot bladrozet. De grijsgroene, 5 cm grote rozetbladeren zijn elliptisch met een spitse top en bezet met klierharen. De rand van de rozetbladeren is gewimperd.
De beklierde huislook bloeit vanaf juni tot in september met purpere tot violette bloemen. De bloemen vormen bijschermen.

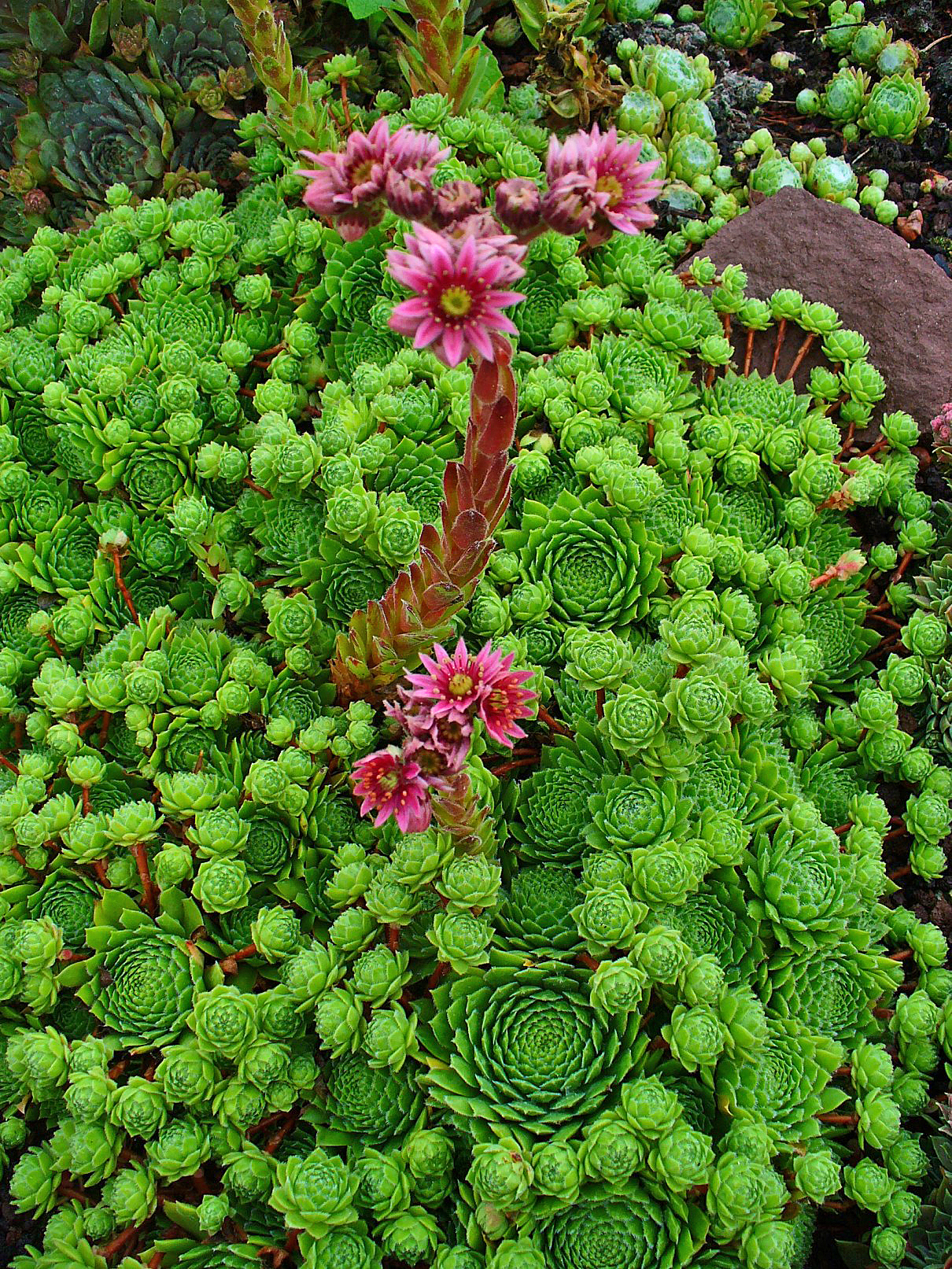
Plant
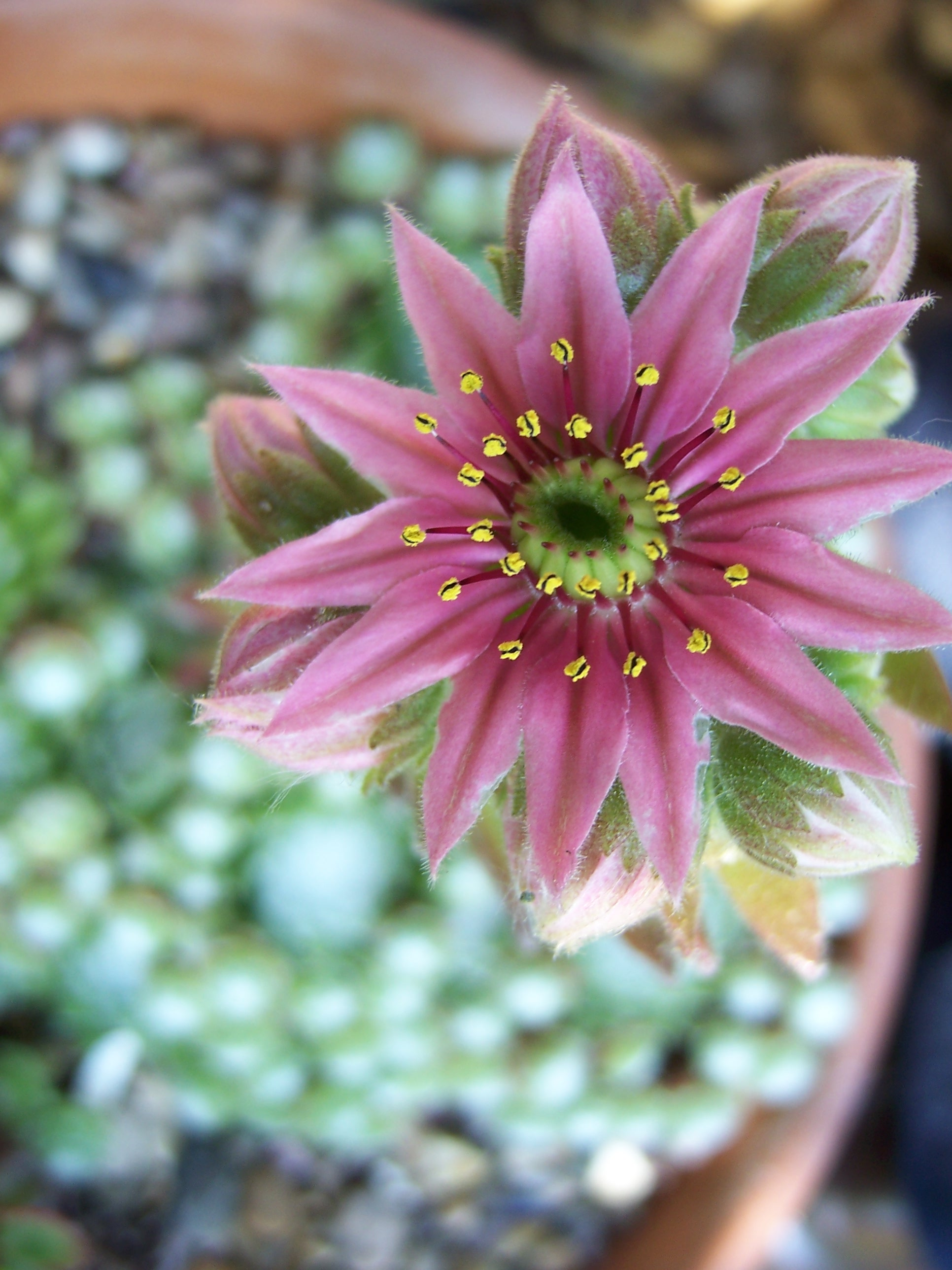
Bloem

De plant komt voor op zonnige plaatsen op steenachtige grond.